# Karin Sennefelt
Karin Sennefelt, född 1972, är professor i historia vid Stockholms universitet. Hennes forskning är inriktad mot svensk socialhistoria och kulturhistoria under tidigmodern tid. Hon disputerade 2001 vid Uppsala universitet med en avhandling om Dalupproret 1743.

## Publikationer i urval
- Sennefelt, Karin, Den politiska sjukan: Dalupproret 1743 och frihetstida politisk kultur, Gidlund, Diss. Uppsala : Univ., 2001, Hedemora, 2001
- Sennefelt, Karin, Politikens hjärta: medborgarskap, manlighet och plats i frihetstidens Stockholm, Stockholmia, Stockholm, 2011

- Forssberg, Anna Maria & Sennefelt, Karin (red.), Fråga föremålen: handbok till historiska studier av materiell kultur, 1. uppl., Studentlitteratur, Lund, 2014